# Fußball-Weltmeisterschaft 2006 der Menschen mit Behinderung
Die Fußball-Weltmeisterschaft 2006 der Menschen mit Behinderung fand im Anschluss an die Profi-Fußball-Weltmeisterschaft in den drei Wochen vom 26. August bis zum 17. September 2006 erstmals in Deutschland statt. Sie wurde ausgerichtet von der INAS-FID (International Sports Federation for Persons with Intellectual Disability / Internationale Sportorganisation für Menschen mit kognitiver Behinderung).
Die saudi-arabische Nationalmannschaft siegte im Finale gegen die Niederlande im Elfmeterschießen. Favorit und Titelverteidiger England schied schon im Viertelfinale aus. Deutschland gewann das Spiel um Platz drei gegen Südafrika, wurde jedoch nachträglich disqualifiziert.

## Ausrichtung, Unterstützung, Schirmherrschaft
Nationaler Ausrichter war die Fußball-WM 2006 der Menschen mit Behinderung gGmbH mit Unterstützung des Deutschen Fußball-Bundes (DFB). Der zuständige internationale Verband hatte seine 4. Weltmeisterschaft an den Deutschen Behindertensportverband (DBS) vergeben; Partner des DBS war die Lebenshilfe für Menschen mit Behinderung, vertreten durch den Landesverband Nordrhein-Westfalen und die Bundesvereinigung. Die Schirmherrschaft hatte Gerhard Schröder übernommen, der der WM „einen guten Verlauf, den Aktiven den erhofften sportlichen Erfolg und den Zuschauern spannende Wettbewerbe“ gewünscht hatte (Infobroschüre: „Geballte Leidenschaft“, Seite 2). Er übernahm nach dem Finale die Siegerehrung des neuen Weltmeisters Saudi-Arabien und des Vizeweltmeisters Niederlande.

## Spieler und Trainer
16 Nationalmannschaften aus fünf Kontinenten mit rund 500 Sportlern, Trainern und Begleitpersonal traten in 47 WM-Spielen gegeneinander an, um dem seit 2002 amtierenden Weltmeister England den Platz streitig zu machen. Gesetzt waren Deutschland als Gastgeber und England als Titelverteidiger sowie die Nationalmannschaften aus Brasilien (hatte die Teilnahme kurzfristig abgesagt; eingesprungen war ein Gastteam aus Bosnien-Herzegowina, dessen Spielbegegnungen als Freundschaftsspiele stattfanden), Frankreich, Japan, Mexiko, Niederlande, Nordirland, Australien, Polen, Portugal, Russland, Saudi-Arabien, Südafrika, Südkorea und Ungarn. Allen Spielern der Nationalmannschaften ist neben der Fußballbegeisterung gemeinsam, dass sie eine geistige Behinderung oder Lernbehinderung haben und ihr Intelligenzquotient bei maximal 75 liegt. Dies ist neben u. a. dem Vorhandensein von Schwierigkeiten bei der Alltagsbewältigung eine Voraussetzung für die Aufnahme in die Nationalmannschaft, der ein standardisiertes Registrierungsverfahren, inklusive eines Intelligenztests, eines psychologischen Tests, eines Gutachtens über das Vorliegen erheblicher Einschränkungen bei Alltagsfertigkeiten, eines 28-seitigen Fragebogens (z. B. zur Aufnahmefähigkeit von einfachen Anforderungen und komplexen taktischen Abläufen) und einer sportmedizinischen Untersuchung, vorangeht. Kein Spieler darf eine Regelschule besuchen oder besucht haben und seine Behinderung muss vor dem 18. Lebensjahr diagnostiziert worden sein. Dass diese Zugangsvoraussetzungen in den Medien derzeit häufig beinahe mehr Beachtung fänden als die sportlichen Leistungen der Spieler, kritisierte der Bundestagsabgeordnete Ilja Seifert. Nach dem Eröffnungsspiel der WM sprach sich Seifert als behindertenpolitischer Sprecher der Linksfraktion im Bundestag bei einem Treffen mit Bundespräsident Horst Köhler, der die Spiele eröffnet hatte, dafür aus, dass die Medien ihren Schwerpunkt künftig mehr auf die Stärken der Spieler richten sollten: „Es ist an der Zeit, im Sportteil der Zeitungen und elektronischen Medien über die spielerische Reife, taktische Disziplin und individuellen Stärken der Spieler zu berichten“, sagte Seifert. Er habe beim Eröffnungsspiel mit eigenen Augen sehen können: „Was dort geboten wird, ist hochwertiger Sport.“
Für Deutschland 2006 in der Mannschaft waren:
- Mannschaftskapitän Guido Skorna aus Eschweiler (* 16. Juni 1984, RN 4, Mittelfeld, 20 Länderspiele, Teilnahme an der WM 2002 / Japan und der EM 2003 / Portugal, seit 2002 aktiver Spieler in der Nationalmannschaft der Menschen mit Behinderung),
- Dirk Müller (* 24. August 1984, RN 1, Tor),
- Jens Kloß aus Neuss (* 2. November 1983, RN 12, Tor, 5 Länderspiele, Teilnahme an der WM 2002 / Japan und der EM 2003 / Portugal, seit 2002 aktiver Spieler in der Nationalmannschaft der Menschen mit Behinderung),
- Waldemar Monsch (* 20. November 1987, RN 2, Abwehr)
- Tufan Civelek aus Datteln (* 2. November 1983, RN 3, Abwehr, 10 Länderspiele, Teilnahme an der EM 2003 / Portugal, seit 2003 aktiver Spieler in der Nationalmannschaft der Menschen mit Behinderung).
- Adolf Blum (* 7. September 1969, RN 5, Abwehr)
- Rodel Schmitz aus Leverkusen (* 1. Januar 1989, RN 15, Abwehr, Aktiv in der Jugend des VfL Leverkusen),
- Dino Winterich aus Aachen (* 27. März 1986, Abwehr, 6 Länderspiele, seit 2004 aktiver Spieler in der Nationalmannschaft der Menschen mit Behinderung),
- Stephan Pesch aus Bad Oeynhausen (* 11. Oktober 1981, RN 7, Mittelfeld, 1 Länderspiel, seit 2005 aktiver Spieler in der Nationalmannschaft der Menschen mit Behinderung),
- Alexander Schlei (* 15. Oktober 1988, RN 8, Mittelfeld),
- Ahmet Demir aus Düren (* 26. September 1988, RN 10, Mittelfeld, 10 Länderspiele, Teilnahme an der EM 2003 / Portugal, seit 2003 Spieler in der Nationalmannschaft der Menschen mit Behinderung),
- Timo Mummert (* 30. August 1983, RN 13, Mittelfeld),
- Patrick Schwandt aus Bergneustadt (* 27. November 1989, RN 16, Mittelfeld),
- Bernd Binder aus Augsburg (* 2. März 1983, RN 19, Mittelfeld, seit 2002 aktiver Spieler in der Nationalmannschaft der Menschen mit Behinderung, Teilnahme an der WM 2002 / Japan und der EM 2003 / Portugal),
- Ronny Kasper aus Salzwedel (* 29. Juli 1985, RN 20, Mittelfeld),
- Juan Miro (* 3. Dezember 1982, RN 6, Angriff),
- Andreas Timm aus Essen (* 23. September 1974, RN 9, Angriff, ehemaliger Mannschaftskapitän, 70 Länderspiele, seit 1993 in der Nationalmannschaft der Menschen mit Behinderung, Teilnahme an allen bisherigen Weltmeisterschaften),
- Zipan Miro (* 3. Dezember 1982, RN 11, Angriff)
- Roberto Oliveira (* 27. September 1987, RN 14, Angriff)
- Wissan El-Hammadi (* 10. Januar 1989, RN 17, Angriff)
- Maik Paternuga aus Bielefeld (seit 2005 aktiver Spieler in der Nationalmannschaft der Menschen mit Behinderung),
- Cornelius Albert aus Wülfslingen (2 Länderspiele, seit 2004 aktiver Spieler in der Nationalmannschaft der Menschen mit Behinderung),
- Serkan Kahraman aus Aachen,
- Frank Mertens aus Eschweiler (51 Länderspiele, Teilnahme an der WM 1998 / England und der WM 2002 / Japan, seit 1995 in der Nationalmannschaft der Menschen mit Behinderung),
- Patrik Elsner aus Kosel (7 Länderspiele, Teilnahme an den Global Games in Schweden, seit 2004 aktiver Spieler in der Nationalmannschaft der Menschen mit Behinderung),
- Kai Thiele aus Bad Oeynhausen,
- Dierk Greskowiak aus Marl (8 Länderspiele)

Fünf Spieler, mit denen Trainer Willi Breuer fest gerechnet hatte, konnten nicht aufgestellt werden: Manuel Hoyer, Fidan Klinaku, Skhelzan Klinaku, David Briehm und Samir Spago. Bei Hoyer und den Brüdern Klinaku hatten sich die Zugangsvoraussetzungen geändert, da nach einer neuen Einstufung ihr IQ über den maximal zulässigen 75 liegt. Bei Briehm und Spago konnten die Eltern nicht von der Teilnahme überzeugt werden.
Trainiert wurde die deutsche Nationalmannschaft von
- Willi Breuer aus Bergheim (staatlich geprüfter Fußballlehrer, seit 1992 verantwortlicher Honorarbundestrainer für Fußball im Deutschen Behindertensportverband, zuvor fünf Jahre Nachwuchstrainer beim 1. FC Köln),
- Co-Trainer Ulrich Ollesch aus Jülich (seit 1987 aktiv beim Sport und Fußball der Menschen mit und ohne Behinderung, Teilnahme an den Weltmeisterschaften 1998 / England und 2002 / Japan, sowie an den Europameisterschaften 1996 / England, 2000 / Schweden und 2003 / Portugal),
- Co-Trainer Gisbert Schugall aus Recklinghausen (seit 1992 aktiv beim Sport und Fußball der Menschen mit und ohne Behinderungen, Fachübungsleiter in den Recklinghäuser Werkstätten, seit 2005 im Trainerstab),
- Torwarttrainer Peter Lewecke aus Lemgo (Sport und Fußball der Menschen mit Behinderung seit 1990, Teilnahme an den Weltmeisterschaften 1994 / Niederlande, 1998 / England, 2002 / Japan, 2006 / Deutschland und an den Europameisterschaften 1996 / England, 2000 / Schweden und 2003 / Portugal).
- Christoph Daum, der sich dem Trainerstab im August 2006 kurz vor Beginn der WM als Co-Trainer angeschlossen hatte.

Teammanager war Wolfgang Warnke aus Essen (Sport und Fußball der Menschen mit Behinderung seit 1980, Teilnahme als Trainer oder Manager an den Weltmeisterschaften 1994 / Niederlande, 1998 / England und 2002 / Japan sowie an den Europameisterschaften 1996 / England, 2000 / Schweden und 2003 / Portugal)
Seit 2005 wird die Nationalmannschaft betreut vom Physiotherapeuten Heinrich Kowalczyk.
Mannschaftsarzt war Peter Dietrich aus Dortmund

## Zuschauer
Während beispielsweise die WM in den Niederlanden mit lediglich 30.000 Zuschauern insgesamt besucht wurde, konnten allein in der Vorrunde der WM 2006 in Deutschland rund 138.000 Zuschauer in den Stadien begrüßt werden. Die Eröffnungsfeier mit rund 12.000 Gästen fand am 27. August in der Kölnarena in Köln statt. Mit dem Eröffnungsspiel zwischen Deutschland und Japan begannen zwei Tage später am 29. August in der Duisburger MSV-Arena vor rund 22.000 Zuschauern die Spiele, die von Bundespräsident Horst Köhler eröffnet wurden. Anwesend waren außerdem u. a. Reiner Calmund, Christoph Daum und Guildo Horn. Finale und Abschlussfeier fanden in der BayArena in Leverkusen statt. Insgesamt wurden die Spiele von rund 260.000 bis 300.000 Zuschauern in den Stadien verfolgt, Millionen sahen sich Übertragungen der Begegnungen im Fernsehen oder online an.

## Spiele
Die Spiele wurden nach den FIFA-Regeln ausgetragen; jedoch sind nach Möglichkeit alle 16 Platzierungen ausgespielt worden. Was bereits aus den vergangenen Weltmeisterschaften zu erwarten war, hat sich auch in der WM 2006 bestätigt: Das Leistungsniveau der Spieler ist vergleichbar mit dem der Spielklassen der Kreisklasse und Kreisliga, wobei alle antretenden Teams auch deutlich höherklassig spielende Sportler hatten. Dies ist nicht zuletzt auf die sich stetig verbessernde Zusammenarbeit mit den nationalen Fußballverbänden zurückzuführen. Einige Spieler sind in den nationalen Ligabetrieb integriert. Fast alle Spieler der deutschen Nationalmannschaft spielen auf einem Level zwischen Kreisliga A und C, Ausnahme ist Mannschaftskapitän Skorna, der bei Rhenania Eschweiler in der Verbandsliga spielt. Wie erwartet zeigte sich in den Spielbegegnungen viel Authentizität, da die unterschiedlich starken kognitiven Einschränkungen der Spieler bedingen, dass die Entwicklung der Spiele in höherem Maße über situativ-spontane Emotionen und weniger über vorausschauend-berechnende Ratio ablief: „Und so ist das Spiel (…) geprägt von echter Begeisterung, unverfälschter Spielfreude und großen Gefühlen“ (Infobroschüre „Geballte Leidenschaft“, Seite 15).
Die Spiele wurden in den Bundesländern Nordrhein-Westfalen, Niedersachsen, Bayern und Sachsen-Anhalt in folgenden Städten ausgetragen:
Aachen, Arendsee, Bielefeld, Bochum, Bonn, Bottrop, Braunschweig, Celle, Dinslaken, Dortmund, Düsseldorf, Duisburg (Eröffnungsspiel), Essen, Euskirchen, Gardelegen, Gütersloh, Hamm, Hannover, Heinsberg, Hürth, Kleve, Klötze, Köln, Krefeld, Leverkusen (Finale), Lippstadt, Stemwede, Lüdenscheid, München, Münster, Oberhausen, Olpe, Osterburg, Recklinghausen, Salzwedel, Schwelm, Stendal, Waltrop, Wermelskirchen, Wesel, Wolfsburg
Die Auslosung der Spielbegegnungen erfolgte am 28. April 2006 im ZDF-Hauptstadtstudio Berlin und wurde moderiert von Johannes B. Kerner. Als Botschafter der WM war der ehemalige Nationaltrainer Rudi Völler ebenfalls gekommen. Für die deutsche Nationalmannschaft fiel das Los auf Begegnungen mit den Teams aus Japan, Nordirland und Russland.
Fritz Pleitgen, WDR-Intendant und ebenfalls WM-Botschafter, hatte bereits dort angekündigt, dass der Westdeutsche Rundfunk (WDR) alle Spiele der deutschen Nationalmannschaft live übertragen wird, mit Ausnahme der Begegnung Deutschland – Nordirland, da der WDR das Zeitfenster ab 17 Uhr nicht bereitstellen und die WM-Organisation das Spiel nicht früher ansetzen wollte. Darüber hinaus hat der WDR unabhängig von den teilnehmenden Mannschaften eine Liveübertragung des Endspiels gezeigt, dass durch Verlängerung und Elfmeterschießen deutlich über den angesetzten Zeitrahmen hinausgegangen war. Moderiert wurden die Sendungen von Okka Gundel und als Kommentatoren sind aus der WDR-Sportredaktion Jürgen Bergener, Steffen Simon sowie Torsten Winkler vor Ort gewesen. Über den Verlauf der WM wurde in den Hauptnachrichtensendungen von ARD und ZDF berichtet, sowie auf verschiedenen Radiosendern, Ausschnitte aus den Spielen in ihrer Region nahmen der MDR, der Bayrische Rundfunk und der NDR in ihr Programm.
| Gruppe A    | Gruppe B | Gruppe C                 | Gruppe D      |
| ----------- | -------- | ------------------------ | ------------- |
| Deutschland | England  | Bosnien und Herzegowina1 | Niederlande   |
| Japan       | Ungarn   | Portugal                 | Polen         |
| Russland    | Mexiko   | Südafrika                | Saudi-Arabien |
| Nordirland  | Südkorea | Frankreich               | Australien    |

1 Brasilien sagte die Teilnahme ohne Angabe von Gründen ab; offenbar scheiterte die Teilnahme an den finanziellen Möglichkeiten der Mannschaft. Anscheinend sollten die Begleiter beispielsweise ihre Reisekosten selbst zahlen, wozu sie nicht bereit waren. Den offenen Platz nahm ein Gastteam aus Bosnien-Herzegowina ein. Das Team spielte allerdings außerhalb der Wertung mit und alle Spiele wurden mit 0:3 gewertet.
Da bei der Weltmeisterschaft nicht der Kommerzgedanke im Vordergrund stand, sondern das gesellschaftliche Engagement für Menschen mit Behinderung, waren die Eintrittskarten für die WM-Spiele kostenfrei zu bekommen. Lediglich für die Eröffnungs- und Abschlussfeier sowie für das Endspiel wurde eine geringe Gebühr erhoben (15 bzw. 5 Euro). Der Integrationsgedanke ist dadurch hervorgehoben worden, denn durch kostenlosen oder günstigen Eintritt wurde allen Menschen der Zugang zu den Spielen ermöglicht und das Interesse der allgemeinen Bevölkerung an der Weltmeisterschaft geweckt. Unter den Zuschauern waren insbesondere bei den Spielen, die an Werktagen stattfanden, auch viele Schulklassen von Grund- und weiterführenden Schulen.

### Ergebnisse

#### Gruppenphase

##### Gruppe A
| Pl. | Land        | Sp. | S | U | N | Tore    | Diff. | Punkte |
| --- | ----------- | --- | - | - | - | ------- | ----- | ------ |
| 1.  | Deutschland | 3   | 2 | 1 | 0 | 004:000 | +4    | 07     |
| 2.  | Nordirland  | 3   | 1 | 2 | 0 | 002:100 | +1    | 05     |
| 3.  | Russland    | 3   | 1 | 1 | 1 | 001:100 | ±0    | 04     |
| 4.  | Japan       | 3   | 0 | 0 | 3 | 001:600 | −5    | 0      |

|             |   |            |     |
| Deutschland | – | Japan      | 3:0 |
| Russland    | – | Nordirland | 0:0 |
| Deutschland | – | Nordirland | 0:0 |
| Russland    | – | Japan      | 1:0 |
| Deutschland | – | Russland   | 1:0 |
| Japan       | – | Nordirland | 1:2 |

##### Gruppe B
| Pl. | Land     | Sp. | S | U | N | Tore    | Diff. | Punkte |
| --- | -------- | --- | - | - | - | ------- | ----- | ------ |
| 1.  | England  | 3   | 3 | 0 | 0 | 024:100 | +23   | 09     |
| 2.  | Ungarn   | 3   | 1 | 1 | 1 | 008:400 | +4    | 04     |
| 3.  | Mexiko   | 3   | 1 | 1 | 1 | 007:140 | −7    | 04     |
| 4.  | Südkorea | 3   | 0 | 0 | 3 | 002:220 | −20   | 0      |

|         |   |          |      |
| England | – | Mexiko   | 11:1 |
| Ungarn  | – | Südkorea | 7:0  |
| Ungarn  | – | Mexiko   | 1:1  |
| England | – | Südkorea | 10:0 |
| Mexiko  | – | Südkorea | 5:2  |
| England | – | Ungarn   | 3:0  |

##### Gruppe C
| Pl. | Land                    | Sp. | S | U | N | Tore    | Diff. | Punkte |
| --- | ----------------------- | --- | - | - | - | ------- | ----- | ------ |
| 1.  | Südafrika               | 3   | 3 | 0 | 0 | 014:300 | +11   | 09     |
| 2.  | Frankreich              | 3   | 2 | 0 | 1 | 007:700 | ±0    | 06     |
| 3.  | Portugal                | 3   | 1 | 0 | 2 | 004:600 | −2    | 03     |
| 4.  | Bosnien und Herzegowina | 3   | 0 | 0 | 3 | 000:900 | −9    | 0      |

|                         |   |            |      |
| Bosnien und Herzegowina | – | Südafrika  | 0:31 |
| Portugal                | – | Frankreich | 0:2  |
| Portugal                | – | Südafrika  | 1:4  |
| Bosnien und Herzegowina | – | Frankreich | 0:31 |
| Südafrika               | – | Frankreich | 7:2  |
| Bosnien und Herzegowina | – | Portugal   | 0:31 |

1Alle Spiele des Gastteams aus Bosnien und Herzegowina wurden als Freundschaftsspiele ausgetragen und mit 0:3 gewertet, da sie als Ersatzmannschaft für die Brasilianer einsprangen.

##### Gruppe D
| Pl. | Land          | Sp. | S | U | N | Tore    | Diff. | Punkte |
| --- | ------------- | --- | - | - | - | ------- | ----- | ------ |
| 1.  | Niederlande   | 3   | 2 | 0 | 1 | 055:700 | +48   | 06     |
| 2.  | Saudi-Arabien | 3   | 2 | 0 | 1 | 045:400 | +41   | 06     |
| 3.  | Polen         | 3   | 2 | 0 | 1 | 027:300 | +24   | 06     |
| 4.  | Australien    | 3   | 0 | 0 | 3 | 002:115 | −113  | 0      |

|               |   |               |      |
| Niederlande   | – | Saudi-Arabien | 2:4  |
| Polen         | – | Australien    | 24:0 |
| Polen         | – | Saudi-Arabien | 2:0  |
| Niederlande   | – | Australien    | 50:2 |
| Niederlande   | – | Polen         | 3:1  |
| Saudi-Arabien | – | Australien    | 41:0 |

#### Endrunde

##### Viertelfinale
|                                 |   |                         |      |
| Viertelfinale Platzierungsrunde |   |                         |      |
| Russland                        | – | Bosnien und Herzegowina | 3:01 |
| Mexiko                          | – | Australien              | 10:0 |
| Polen                           | – | Südkorea                | 11:2 |
| Portugal                        | – | Japan                   | 4:1  |

|                          |   |               |           |
| Viertelfinale Hauptrunde |   |               |           |
| Deutschland              | – | Frankreich    | 9:0       |
| England                  | – | Saudi-Arabien | 1:4       |
| Niederlande              | – | Ungarn        | 4:0       |
| Südafrika                | – | Nordirland    | 3:2 n. V. |

##### Halbfinale
|                              |   |          |      |
| Halbfinale Platzierungsrunde |   |          |      |
| Russland                     | – | Polen    | 2:5  |
| Mexiko                       | – | Portugal | 2:4  |
| Australien                   | – | Japan    | 0:5  |
| Bosnien und Herzegowina      | – | Südkorea | 0:31 |

|                       |   |             |          |
| Halbfinale Hauptrunde |   |             |          |
| Deutschland           | – | Niederlande | 0:5      |
| Saudi-Arabien         | – | Südafrika   | 2:0      |
| England 2             | – | Nordirland  | kampflos |
| Frankreich            | – | Ungarn      | 1:3      |

##### Finale
|                                   |   |                         |           |
| Finale Platzierungsrunde Platz 15 |   |                         |           |
| Australien                        | – | Bosnien und Herzegowina | 3:01      |
| Platz 13                          |   |                         |           |
| Japan                             | – | Südkorea                | 4:2       |
| Platz 11                          |   |                         |           |
| Russland                          | – | Mexiko                  | 1:2 n. V. |
| Platz 9                           |   |                         |           |
| Polen                             | – | Portugal}               | 4:0       |

|                           |   |               |           |
| Finale Hauptrunde Platz 7 |   |               |           |
| England 2                 | – | Frankreich    | kampflos  |
| Platz 5                   |   |               |           |
| Nordirland                | – | Ungarn        | 2:4 n. E. |
| Platz 3                   |   |               |           |
| Deutschland 3             | – | Südafrika     | 4:0       |
| Platz 1                   |   |               |           |
| Niederlande               | – | Saudi-Arabien | 8:9 n. E. |

1Alle Spiele des Gastteams aus Bosnien und Herzegowina wurden als Freundschaftsspiele ausgetragen und mit 0:3 gewertet, da sie als Ersatzmannschaft für die Brasilianer eingesprungen waren.
2Titelverteidiger England war nach seiner 1:4-Niederlage im Viertelfinale gegen Saudi-Arabien vorzeitig abgereist. Jeff Davis, Coach des englischen Teams, gab an, dass unüberbrückbare Schwierigkeiten innerhalb der Mannschaft ausschlaggebend für die verfrühte Abreise gewesen waren. Zusätzlich zu sozialen Problemen (u. a. Nichteinhaltung von Mannschaftsregeln, mangelnde Disziplin) seien die Spieler nach ihrer Niederlage gegen Saudi-Arabien sehr frustriert gewesen und nur acht Spieler wollten danach bis zum Ende der WM in Deutschland bleiben. Davis bedauerte die Abreise, entschuldigte sich bei den Fans, den Teams und den WM-Offiziellen und bat um Verständnis. Bei derartig gravierenden Problemen mache es „bei dieser Klientel dann keinen Sinn mehr, die Spieler zum Bleiben zu zwingen“, so Davis.
3Deutschland gewann zwar das Spiel um Platz 3, wurde aber nachträglich disqualifiziert, da das Team nicht nach den vorgegebenen Regularien ausgewählt wurde. Südafrika wurde nachträglich Platz 3 zuerkannt, und alle anderen Nationen rückten um einen Platz auf.

## Zielsetzung, Mitarbeit, Öffentlichkeitsarbeit
Neben dem sportlichen Ereignis war ein erklärtes und auch erreichtes Ziel der WM der Abbau von Vorurteilen gegenüber Menschen mit Behinderung, die Förderung ihrer gesellschaftlichen Integration und die Schaffung von Begegnungsraum zwischen Menschen mit und ohne Behinderung. So standen auf dem Programm auch fünf „WM-Nights“, die eine Plattform für interkulturelle und integrative Begegnungen schafften. Jeweils eine fand am 2. September 2006 in jedem der vier Bundesländer statt, in denen die Spiele ausgetragen wurden, die fünfte war am 13. September 2006 in Oberhausen.
Interessierte konnten u. a. im Rahmen des Programms 1000 Helfer in vielen Bereichen (z. B. Gästebetreuung, Logistik / Transport, Turnierorganisation, Dolmetscher, Assistenz beim Rahmenprogramm, Hostessenservice für die gesellschaftlichen und sportlichen Veranstaltungen, Informationsverteilung, Durchführung von Sympathietreffen) auf ehrenamtlich-freiwilliger Basis die WM 2006 unterstützen.
Dem Fanclub „FC Leidenschaft“ hatten sich bereits im Vorfeld der Spiele mehrere hundert Menschen angeschlossen. Ein bekanntes Mitglied ist Gerald Asamoah vom FC Schalke 04. Zahlreiche Persönlichkeiten aus u. a. Politik, Medien und Sport engagierten sich als WM-Botschafter. Unter ihnen waren Theo Zwanziger, Rudi Völler, Claudia Kohde-Kilsch, Reiner Calmund, Ulrike von der Groeben, Uwe Hübner, Fritz Pleitgen, Edmund Stoiber, Manfred „Manni“ Breuckmann, Christoph Metzelder, Margot Käßmann, Heiko Herrlich, Jürgen Hingsen, Guildo Horn, Johannes B. Kerner, Rolf Milser, Lukas Podolski, Roy Präger, Markus Schächter, Wolfgang Böhmer, Regina van Dinther, Hubert Hüppe, Hans-Heinrich Jordan, Katrin Kunert, Jürgen Rüttgers und Klaus Kinkel.
Unter dem Motto „Fußball verbindet“ machte in den Wochen vom 23. April bis zum 16. September 2006 der WM-Truck in rund 60 Städten Deutschlands Halt, um mit vielfältigen Aktionen, die vorwiegend im jeweiligen Stadtzentrum stattfanden, auf die Fußball-WM der Menschen mit Behinderung aufmerksam zu machen. Amy Elaine, die den WM-Song gesungen hat, Fernsehmoderator Uwe Hübner und die Gruppe NeuerdinXx begleiteten den WM-Truck und seit dem 26. August auch das Rahmenprogramm bei den WM-Spielen in den Stadien. Das moderierte WM-Truck-Programm sah verschiedene Spielmodule, u. a. integrative Menschen-Kicker-Turniere (Human-Table-Soccer), Vorführungen von Filmen zum Thema WM u. v. m. vor. Der Truck konnte von Vereinen oder von interessierten Städten gegen eine Gebühr (ca. 1.000 Euro) tageweise gebucht werden, das Programm wurde durch sie mitbestimmt und durch freiwillige Helfer gestützt.
Anlässlich der Fußball-WM wurde neben einer Reihe von Merchandisingprodukten eine CD mit dem offiziellen WM-Song „FC Leidenschaft – There Is A Dream (Wir haben einen Traum)“ herausgebracht. Den Songtext steuerte Claudia Kohde-Kilsch bei, gesungen wird er von Amy Elaine. Der Song hat insbesondere dazu beigetragen, die gesellschaftliche Kampagne zur Erhöhung des Bekanntheitsgrades der WM der Menschen mit Behinderung zu unterstützen.
Die gesellschaftliche Kampagne wurde u. a. von der Stiftung Wohlfahrtspflege und der Aktion Mensch gefördert.
Nach der WM ist ein großes Anliegen für die Zukunft der Einsatz für die Nachhaltigkeit des bei der Veranstaltung Erreichten. Dieser Wunsch wurde auch in der Aufschrift des Plakates ausgedrückt, das die deutsche Nationalmannschaft bei ihren Abschiedsrunden in Essen (Spiel um Platz 3) und Köln (Finale) durch das Stadion getragen hat: „Wir danken unseren Fans für die tolle Zeit. Bitte vergesst uns nicht.“ Ein Anliegen wird neben der internationalen Weiterführung einer engagierten Öffentlichkeitsarbeit der Kampf für eine allgemein bessere Finanzierung und gesellschaftliche Stellung des Behindertensports sein.

## Sonstiges
Guido Skorna, Kapitän der deutschen Nationalmannschaft, stand mit seinem Tor im WM-Viertelfinale gegen Frankreich in der Sportschau zur Wahl zum „Tor des Monats September 2006“. Die Zuschauer entschieden sich dann letztlich für Dieter Paucken (1. FC Köln).
Am 16. November 2006 wurde das deutsche Team bis auf weiteres disqualifiziert, weil der Weltverband INAS-FID die deutschen psychologischen Tests nicht anerkennt, die bei der Auswahl der Nationalspieler mit entscheidend sind. Die Entscheidung traf nicht zuletzt bei Nationaltrainer Willi Breuer auf Unverständnis. Gegen die Entscheidung, das deutsche Team aufgrund von Verstößen gegen die Auswahlregularien (Diskrepanzen aufgrund der verwendeten Tests für die Feststellung des unterdurchschnittlichen Intelligenzquotienten von unter 75) nachträglich zu disqualifizieren, wurde Widerspruch seitens des deutschen Verbandes eingelegt, der bei der Sitzung des zuständigen INAS-FID-Exekutivkomitees vom 19. bis zum 22. April 2007 verhandelt wurde. Bis dahin hatte man sich auf die Aussetzung der endgültigen Entscheidung geeinigt, sodass die Zeit zur Klärung der strittigen Punkte genutzt werden konnte. Bei der Sitzung wurde schließlich entschieden, die Disqualifikation aufrechtzuerhalten.

## Film
In den Monaten nach dem Großereignis wurde an einem offiziellen Film zur Fußball-Weltmeisterschaft der Menschen mit Behinderung gearbeitet, der vom Lebenshilfe Nordrhein-Westfalen e. V. am 17. Juni 2007 unter dem Titel Geballte Leidenschaft in Düsseldorf uraufgeführt wurde.